# Emilia Szabłowska
Emilia Szabłowska (ur. 25 lipca 1986 w Warszawie) – polska kickbokserka.

## Kariera

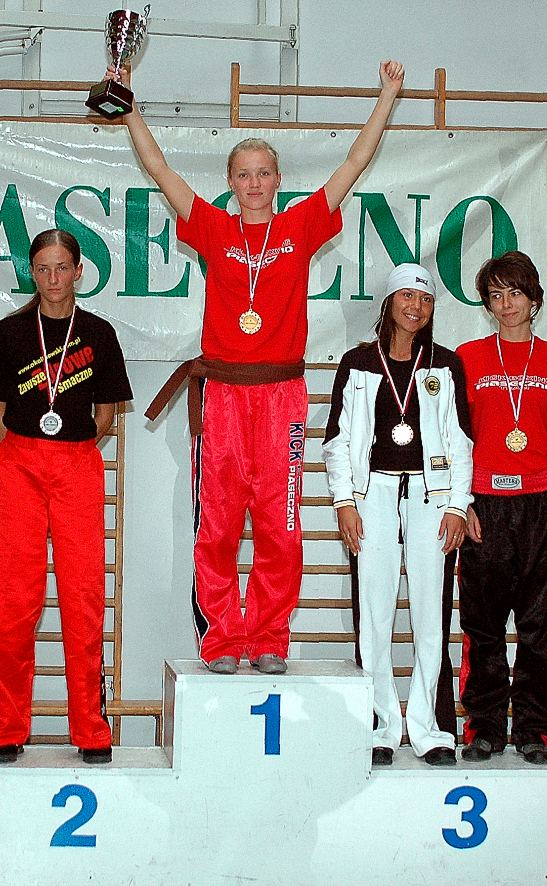
Na podium - Mistrzostwa Polski 2005

Absolwentka pedagogiki na Uniwersytecie Warszawskim w 2012 z pracą magisterską: "Kick-boxing a kształtowanie wybranych umiejętności psychomotorycznych u dzieci w wieku wczesnoszkolnym".

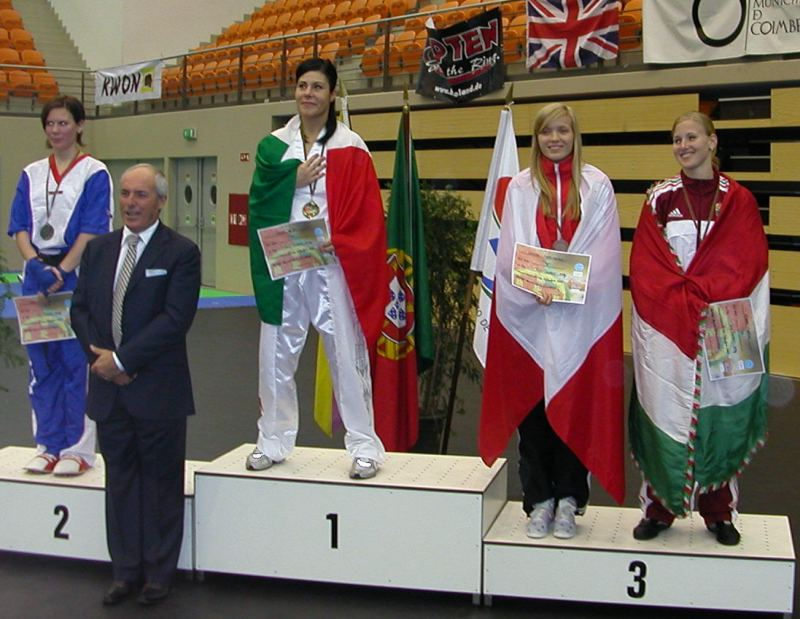
Mistrzostwa Świata 2007, Portugalia

Wicemistrzyni Świata w kick-boxingu w formule semi contact, Turcja 2013.
Brązowa medalistka Mistrzostw Świata 2007 (Coimbra, Portugalia).
Wicemistrzyni Europy 2006 (Lizbona).
Wielokrotnie zdobyła Puchar Świata: PŚ 2006 Węgry kat. 60 kg, PŚ 2006 Węgry Turniej Grandchampion, PŚ 2006 Włochy kat. 55 kg, PŚ 2008 Węgry kat. 60 kg, PŚ 2010 Austria kat. 55 kg i 60 kg oraz Puchar Europy.
Mistrzyni Polski juniorów 2004. Wielokrotna mistrzyni Polski seniorów (2004, 2005, 2006, 2007, 2008, 2010), akademicka mistrzyni Polski 2006 i 2007. W kadrze narodowej od 2005. Zawodniczka MKS Piaseczno i Hektor Team Warszawa. Wychowanka trenerów: Piotra Siegoczyńskiego i Wojciecha Ołtarzewskiego.
W zawodach międzynarodowych i krajowych zdobyła łącznie kilkadziesiąt, w większości złotych medali.
Uznawana jest za najlepiej kopiącą polską zawodniczkę kick-boxingu.
Posiada 1. stopień mistrzowski – czarny pas – 1 dan.

## Osiągnięcia sportowe

### 2011
- Puchar Europy Castelletto Ticino  Włochy 2011 kat. 55 kg  I miejsce
- Puchar Europy Castelletto Ticino  Włochy 2011 kat. 60 kg  I miejsce
- Puchar Świata Innsbruck  Austria 2011 [kat. 55 kg]  II miejsce
- Turniej Polish Open Kickboxing  2011 [kat. 60 kg]  I miejsce
- Turniej Polish Open Kickboxing  2011 Puchar dla najlepszej zawodniczki semi contact
- Turniej Flanders Cup Beveren  Belgia 2011 [kat. 55 kg]  II miejsce
- Turniej Golden Glove Mareno di Piave  Włochy 2011 kat. 55 kg III miejsce
- Turniej Golden Glove Mareno di Piave  Włochy 2011 kat. 60 kg  II miejsce

### 2010
- Mistrzostwa Polski  2010 Siedlce  I miejsce
- Puchar Świata Innsbruck  Austria 2010 [kat. 55 kg]  I miejsce
- Puchar Świata Innsbruck  Austria 2010 [kat. 60 kg]  I miejsce
- Puchar Świata Rimini  Włochy 2010  II miejsce
- Turniej Flanders Cup Beveren  Belgia 2010 [kat. 55 kg]  III miejsce
- Turniej Flanders Cup Beveren  Belgia 2010 [kat. 60 kg] III miejsce
- Turniej Flanders Cup Beveren  Belgia 2010 [turniej drużynowy kobiet]  III miejsce
- Mistrzostwa Polski  2010 Siedlce puchar dla najlepszej zawodniczki semi contact

### 2009
- Turniej Czech Open 2009 Praga  Czechy kategoria 55 kg  I miejsce
- Turniej Czech Open 2009 Praga  Czechy kategoria 60 kg  I miejsce
- Turniej Flanders Cup Beveren  Belgia 2009 [kat. 60 kg]  I miejsce
- Turniej Flanders Cup Beveren  Belgia 2009 [kat. 55 kg]  I miejsce
- Turniej Flanders Cup Beveren  Belgia 2009 [Turniej drużynowy kobiet]  I miejsce
- Puchar Świata Rimini  Włochy 2009	 II miejsce
- Turniej Polish Open Kickboxing  2009 [kat. 60 kg]  I miejsce
- Turniej Polish Open Kickboxing  2009 [Turniej Grandchampion]  I miejsce
- Turniej Polish Open Kickboxing  2009 [Turniej drużynowy]  I miejsce
- Turniej Polish Open Kickboxing  2009  puchar dla najlepszej zawodniczki semi contact
- Otwarte Mistrzostwa Austrii Walchsee  Austria 2009 [kat. 55 kg]  I miejsce
- Turniej Golden Glove Mareno di Piave  Włochy 2009	kat. 55 kg	 I miejsce
- Turniej Golden Glove Mareno di Piave  Włochy 2009	kat. Double Team kobiet	 III miejsce

### 2008
- Mistrzostwa Polski Szczecin  2008  I miejsce
- Mistrzostwa Europy Warna  Bułgaria 2008  III miejsce
- Turniej Mazovia Open International  2008	indywidualnie  I miejsce
- Turniej Mazovia Open International  2008	klasyfikacja drużynowa  I miejsce
- Turniej Mazovia Open International  2008	[Turniej Grandchampion]  I miejsce
- Turniej Flanders Cup Beveren  Belgia 2008 [kat. 60 kg]  I miejsce
- Turniej Flanders Cup Beveren  Belgia 2008 [kat. 55 kg]  II miejsce
- Turniej Flanders Cup Beveren  Belgia 2008 [Turniej drużynowy kobiet; w drużynie Team Norway]  II miejsce
- Puchar Świata Szeged  Węgry 2008	  I miejsce
- Puchar Świata Szeged  Węgry 2008, [Turniej drużynowy]  III miejsce
- Turniej Polish Open Kickboxing  2008 [kat. 60 kg]  I miejsce
- Turniej Polish Open Kickboxing  2008 [Turniej Grandchampion]  I miejsce
- Turniej Polish Open Kickboxing  2008 [Turniej drużynowy]  II miejsce
- Otwarte Mistrzostwa Austrii Kufstein  Austria 2008 [kat. 55 kg]  I miejsce
- Otwarte Mistrzostwa Austrii Kufstein  Austria 2008 [kat. 60 kg]  I miejsce
- Otwarte Mistrzostwa Austrii Kufstein  Austria 2008 [Turniej Grandchampion]  II miejsce
- Liga Mistrzów Pointfightingu 2008 Tarczyn  [turniej drużynowy]  II miejsce
- Turniej Golden Glove Mareno di Piave  Włochy 2008  II miejsce

### 2007
- Mistrzostwa Świata 2007 Coimbra  Portugalia  III miejsce
- Turniej Grand Champion Pointfighting Cup  2007  I miejsce +  nagroda dla najlepszej zawodniczki semi contact
- Turniej Grand Champion Pointfighting Cup  2007, turniej drużynowy  I miejsce
- Turniej drużynowy Interliga 2007 Ostrawa  Czechy  II miejsce
- Turniej Italian Open 2007 Bergamo  Włochy turniej drużynowy kobiet  III miejsce
- Mistrzostwa Polski  2007  I miejsce +  puchar dla najlepszej zawodniczki semi contact
- Mistrzostwa Polski  2007, turniej drużynowy  I miejsce
- Turniej Scandinavian Open Oslo  Norwegia  III miejsce
- Puchar Świata  Węgry 2007, turniej drużynowy	 III miejsce
- I Akademickie Mistrzostwa Polski  2007  I miejsce
- IV Międzynarodowy Puchar Polski  2007  I miejsce +  puchar dla najlepszej zawodniczki semi contact
- Turniej Golden Glove  Włochy 2007 "drużyna kobieca"  I miejsce
- Turniej Golden Glove  Włochy 2007  III miejsce

### 2006
- Mistrzostwa Europy Lizbona  Portugalia 2006 II miejsce
- Mistrzostwa Polski  2006  I miejsce
- Puchar Świata  Włochy 2006  I miejsce
- Puchar Świata  Węgry 2006, Turniej Grand Champion  I miejsce
- Puchar Świata  Węgry 2006, turniej drużynowy  III miejsce
- Puchar Świata  Węgry 2006  I miejsce
- III Międzynarodowy Puchar Polski  2006  I miejsce +  puchar dla najlepszej zawodniczki semi contact
- Otwarte Mistrzostwa  RFN 2006  II miejsce
- Turniej Austrian Classics  Austria 2006  II miejsce
- III Wielka Gala Kick-Boxingu Kobyłka  Polska 2006  I miejsce
- Akademicki Puchar Polski  2006  I miejsce

### 2005
- Mistrzostwa Polski  2005  I miejsce +  puchar dla najlepszej zawodniczki semi contact
- Puchar Świata  Węgry 2005  III miejsce
- II Międzynarodowy Puchar Polski  2005  I miejsce
- Mistrzostwa Polski  Młodzieżowców 2005  II miejsce

### 2004
- Puchar Polski  2004  II miejsce
- Mistrzostwa Polski  2004  I miejsce
- Mistrzostwa Polski  Juniorów 2004  I miejsce

## Ciekawostki
- Stopień mistrzowski kick-boxingu czarny pas wśród kobiet posiadają obecnie w Polsce tylko dwie aktywne sportowo zawodniczki[4].
- W 2003 była uczestniczką krajowego finału konkursu modelek Elite Model Look[5].
- W 2015 wystąpiła w teledysku radomskiego rapera Kękę do piosenki "Zmysły".